# Gerardo Machado
Gerardo Machado y Morales (Camajuani, 28 de setembro de 1871 — Miami, Flórida, 29 de março de 1939) foi o sexto presidente de Cuba (1925-1933) e um general da Guerra de Independência Cubana. Nasceu na província central de Las Villas (atualmente Villa Clara em uma família humilde, foi eleito prefeito na mesma cidade no ano de 1900. Também foi vice-chefe das forças armadas em 1909. Ele disse que foi ladrão de gado antes de se juntar a luta pela independência. Um açogueiro em sua juventude, na cidade de Santa Clara, ele possuía apenas três dedos em sua mão esquerda.